# 郵便投票

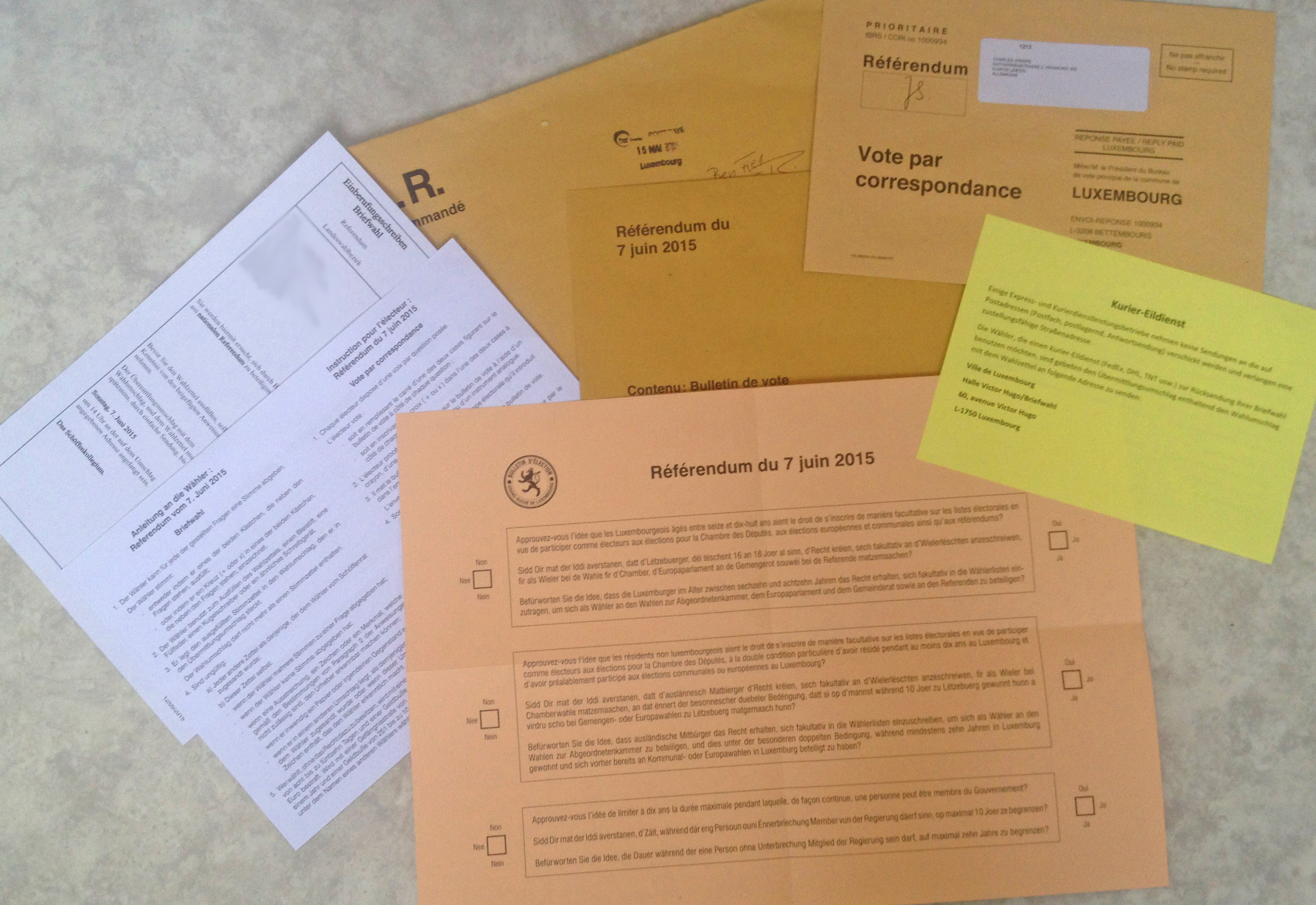
2015年ルクセンブルク憲法国民投票の郵便投票のための投票用紙とその他の文書

郵便投票（postal voting ）とは、投票方法の一つ。

## 概要
投票用紙が有権者に郵送で配布され（そして通常は返送され）る選挙における投票であり、有権者本人が投票所で直接的に、または電子投票システムを通じて電子的にする投票とは対照をなしている。
既定の選挙においては、郵便投票が要求に応じて、または指定された投票所に出向くことができないと証明されるなど、特定の基準を満たす個人に限定されて利用されることがある。ほとんどの有権者は郵便投票を申請する必要があるが、それなしに投票用紙を受け取る者もいる。いくつかの選挙では、郵便投票が唯一の許可される投票方法になっていて、全郵便投票（all-postal voting ）と言われている。これらの選挙を除けば、郵便投票は事前投票の一部をなしており不在者投票と見なされることもある。
通常、郵便の票は予定されている選挙日の前に送り返さねばならない。ただし一部の管区では、堅牢な屋外投票箱を通じてまたは投票所で、直接本人が投票するという返却方法も認められている。郵便投票の歴史は19世紀にまで遡り、今日的な手続きと利用度は管区によって異なっている。アメリカ合衆国における、郵便投票が広く利用できる州（カリフォルニア、オレゴン、ワシントン）のデータを用いた調査では、郵便投票の利用が投票率を上げる傾向にあることを示している。
選挙法は通常、投票者の不正を防ぐための一連の監査を規定しており、投じられた票の清さと秘密が保持されるようになっている。不正が知られた事例はとても稀である。多数の当事者（公務員、政治関係者、ジャーナリストなど）や、大規模な不正を意味する、票の総計内の統計的な外れ値を見破ることが出来る多数の学者やアナリストがいるために、郵便投票による組織的で大規模な不正を見つからずにやってのけるのは困難である。当局者は、署名を点検し基本的な捜査を行うことで、不正の事例を確かめることが出来る。